# Ixora barbata
Ixora barbata là một loài thực vật có hoa trong họ Thiến thảo. Loài này được Roxb. ex Sm. mô tả khoa học đầu tiên năm 1811.